# Explorarea planetei Marte

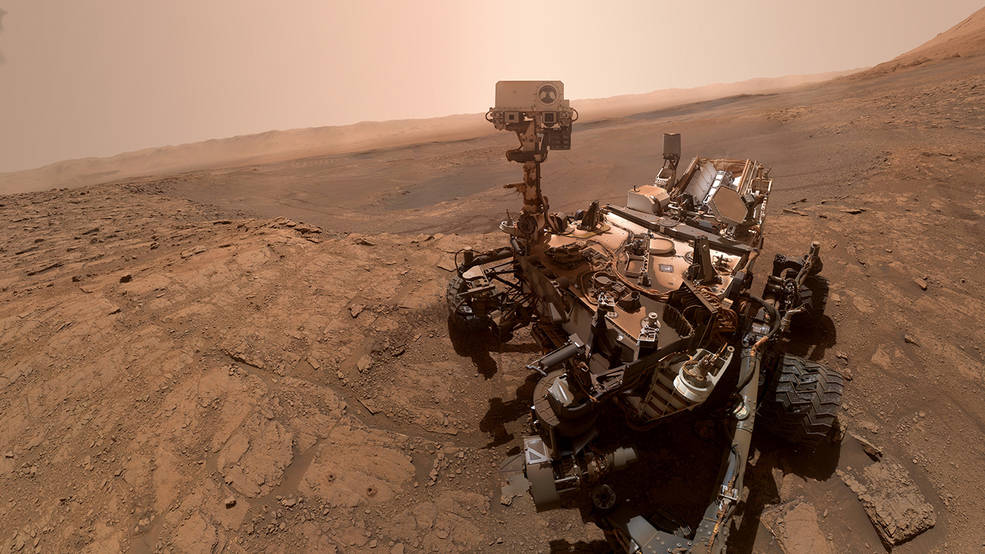
Curiosity pe Marte, 2019

Explorarea planetei Marte ocupă un loc deosebit de important în cadrul programelor științifice de explorare a Sistemului Solar al principalelor puteri spațiale. Sondele spațiale trimise de pe Pământ, începând cu sfârșitul secolului al XX-lea, au produs o creștere semnificativă a cunoștințelor despre sistemul marțian, axate în primul rând pe înțelegerea geologiei și a potențialului său de locuit. 
Călătoriile interplanetare sunt complicate, iar explorarea planetei Marte a cunoscut o rată ridicată de eșec, în special în timpul încercărilor timpurii. Aproximativ 60% din toate navele spațiale cu destinația Marte au eșuat înainte de a-și finaliza misiunile, iar unele au eșuat înainte ca observațiile lor să poată începe. Unele misiuni au avut un succes neașteptat, cum ar fi roverii gemeni Spirit și Opportunity care au funcționat ani de zile dincolo de specificațiile lor.

## Starea curentă

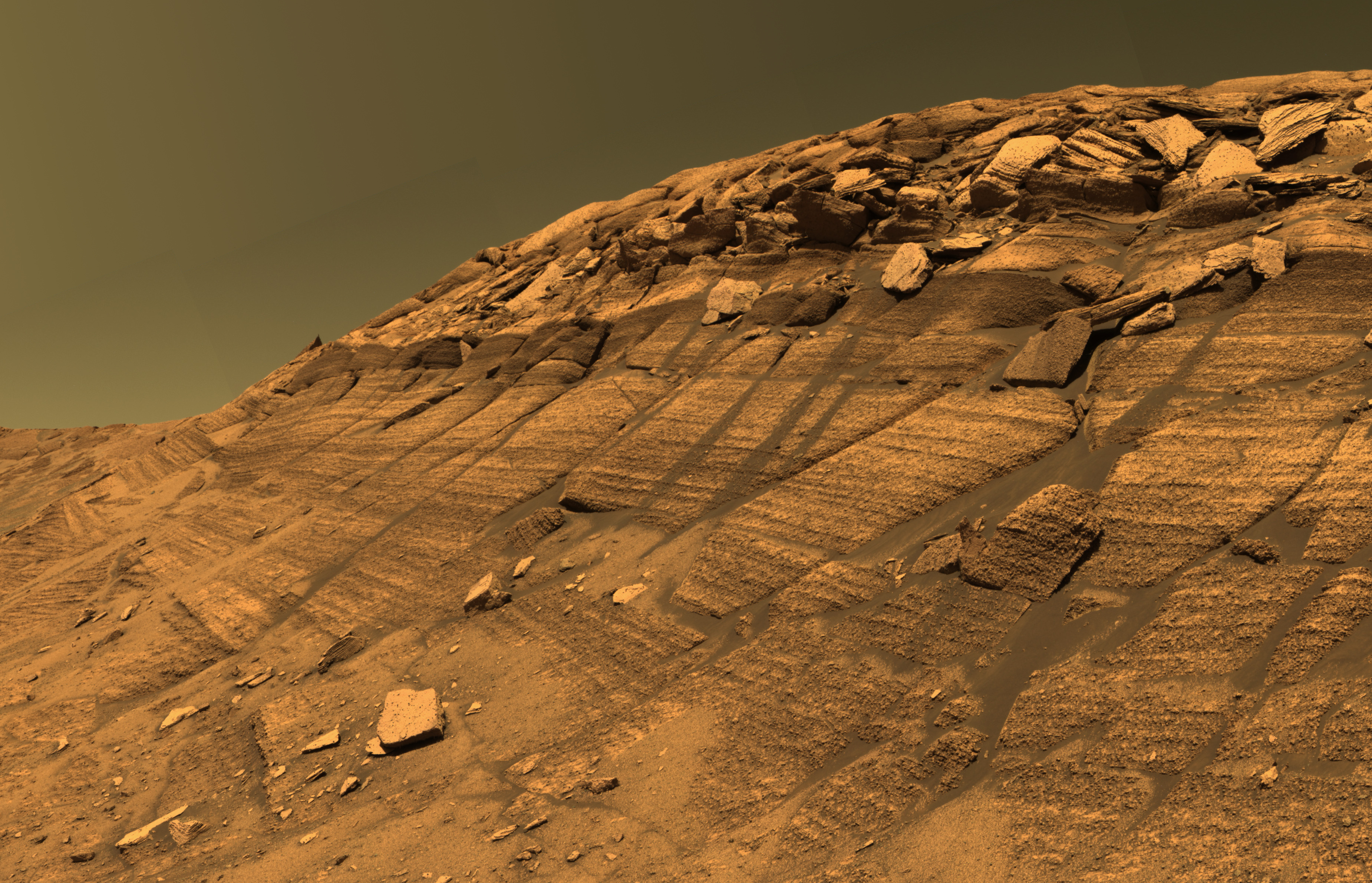
Afloriment de rocă în interiorul craterului Endurance

În martie 2022, pe suprafața lui Marte există trei rovere operaționale:  Curiosity și Perseverance, ambii operați de Agenția Spațială a Statelor Unite ale Americii NASA, și roverul Zhurong ca parte a misiunii Tianwen-1 operat de către Agenția Spațială a Chinei (CNSA).
Există opt orbitatori care supraveghează planeta: Mars Odyssey, Mars Express, Mars Reconnaissance Orbiter, Mars Orbiter Mission, MAVEN, Trace Gas Orbiter, Tianwen-1 și Hope Mars Mission, și care contribuie cu cantități masive de informații despre Marte. Landerul staționar InSight cercetează interiorul profund al lui Marte. În total, există 13 sonde care studiază în prezent Marte, inclusiv elicopterul Ingenuity, care cercetează locuri pentru ca Perseverance să le studieze.
Următoarele misiuni așteptate să ajungă pe Marte sunt:
- Programul comun ExoMars al Agenției Spațiale Europene și Roscosmos care a amânat pentru septembrie 2022 lansarea platformei de aterizare Kazachok, ce va purta roverul Rosalind Franklin
- Mars Orbiter Mission 2 a Indiei, planificată de lansare în 2024

## Ferestre de lansare

Lansarea navelor spațiale și distanța Marte de Pământ în milioane de kilometri

Ferestrele de lansare cu energie minimă pentru o expediție marțiană au loc la intervale de aproximativ doi ani și două luni (mai precis la 780 de zile, perioada sinodică a planetei față de Pământ). În plus, cea mai mică energie de transfer disponibilă variază pe un ciclu de aproximativ 16 ani. De exemplu, un minim a apărut în ferestrele de lansare din 1969 și 1971, ajungând la un vârf la sfârșitul anilor 1970 și atingând un alt nivel minim în 1986 și 1988.
| An      | Lansare        | Navă spațială (lansată sau planificată)                                    |
| ------- | -------------- | -------------------------------------------------------------------------- |
| 2013    | nov 2013       | MAVEN, Mars Orbiter Mission                                                |
| 2016    | mar 2016       | ExoMars TGO                                                                |
| 2018    | mai 2018       | InSight                                                                    |
| 2020    | iul – sep 2020 | Mars Hope orbitator, Tianwen-1 orbitator, lander și rover, Mars 2020 rover |
| 2022–23 | 2022–23        | Rosalind Franklin rover, Mars Orbiter Mission 2 (MOM-2)                    |

## Misiuni trecute și actuale

##### Eșecuri sovietice (1960-1964)

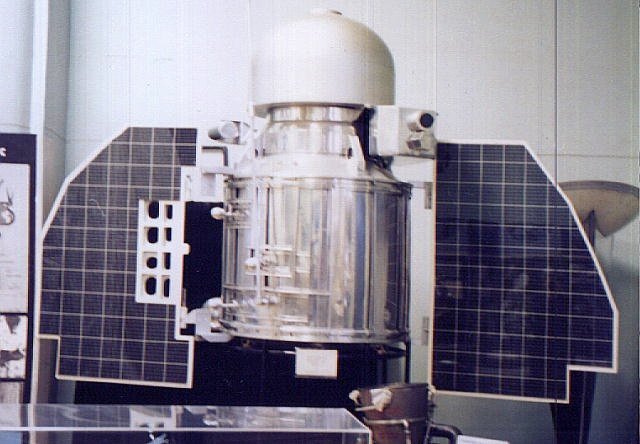
Nava spațială sovietică 1M

Încă din 1960, Uniunea Sovietică, care, spre deosebire de Statele Unite, avea deja la acea vreme lansatoarele puternice necesare pentru misiunile de explorare interplanetară, a trimis două sonde spațiale spre Marte.
Programul rusesc 1M (denumit uneori Marsnik în mass-media occidentală, o combinație a cuvintelor „Mars” și „sputnik”) a fost primul program sovietic de explorare interplanetară cu navă spațială fără pilot, care a constat din două sonde de survol lansate spre Marte în octombrie 1960, Marte 1960A și Marte 1960B (cunoscute și sub numele de Korabl 4 și respectiv Korabl 5). După lansare, pompele din a treia treaptă de pe ambele lansatoare nu au reușit să dezvolte suficientă presiune pentru a începe aprinderea, astfel încât nu au ajuns pe orbita staționară a Pământului. Marte 1960B a atins o altitudine de 120 km înainte de reintrare.
Marte 1962A a fost o misiune de survol a planetei Marte, lansată la 24 octombrie 1962, și Marte 1962B o primă misiune de aterizare pe Marte, lansată la sfârșitul lunii decembrie a aceluiași an (1962). Ambele au eșuat, fie rupându-se în timp ce nava mergea pe orbita Pământului fie explodând treapta superioară pe orbită în timpul arderii pentru a pune nava spațială pe traiectoria trans-Marte.
Marte 1, o navă spațială interplanetară lansată spre Marte la 1 noiembrie 1962, a fost prima sondă a programului sovietic spre Marte care a atins orbita interplanetară. Misiunea lui Marte 1 a fost să zboare la o distanță de aproximativ 11.000 km în jurul lui Marte, să fotografieze suprafața plantei și să trimită înapoi date despre radiația cosmică, impacturile micrometeoroizilor și câmpul magnetic al lui Marte, mediul de radiații, structura atmosferică și posibilii compuși organici. La 21 martie 1963, când nava spațială se afla la o distanță de 106.760.000 km de Pământ, în drum spre Marte, comunicațiile au încetat din cauza eșecului sistemului său de orientare a antenei.
În 1964, ambele lansări ale sondei sovietice, Zond 1964A la 4 iunie și Zond 2 la 30 noiembrie (parte a programului Zond), au dus la eșecuri. Zond 1964A a avut un eșec la lansare, în timp ce la Zond 2 s-a pierdut comunicarea pe drumul către Marte, după o manevră la mijlocul cursului, la începutul lunii mai 1965.

##### Mariner 4(1965)

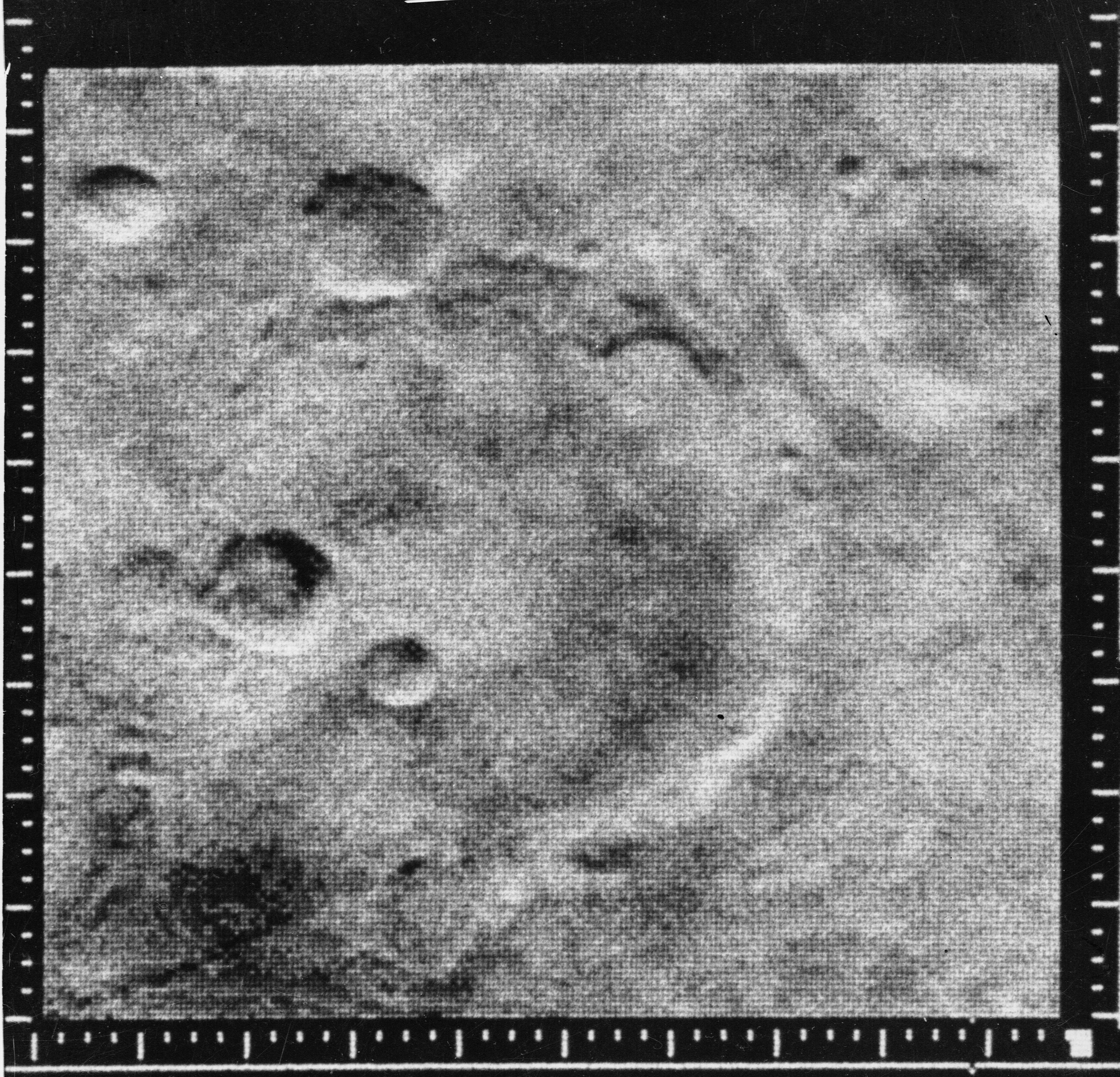
Una din primele fotografii făcute de Mariner 4 arată o zonă acoperită de cratere.

În 1964, NASA și Jet Propulsion Laboratory au făcut două încercări de a ajunge pe Marte. Mariner 3 și Mariner 4 au fost nave spațiale identice concepute pentru a efectua primele survoluri ale planetei Marte. Mariner 3 a fost lansat la 5 noiembrie 1964; deși lansarea a avut inițial succes, a existat o problemă de separare și Mariner 3 a încetat să mai răspundă când bateriile sale au rămas fără energie.
Lansată la 28 noiembrie 1964, Mariner 4 a zburat pe lângă Marte la 14 iulie 1965, oferind primele fotografii de aproape ale unei alte planete. Cele 22 de fotografii de calitate medie realizate acoperă aproximativ 1% din suprafața lui Marte și dezvăluie un peisaj de tip lunar acoperit cu cratere de impact care, în funcție de aspectul lor, datează între 2 și 4 miliarde de ani. Imaginile craterelor și atmosfera rarefiată – mult mai subțire decât se aștepta – indicând o planetă relativ inactivă, expusă durității spațiului, au disipat, în general, speranțele de a găsi o viață inteligentă pe Marte. Din datele furnizate a fost estimată o presiune atmosferică de suprafață de aproximativ 1%  din cea a Pământului iar temperatura suprafeței măsurate, -100 °C , este, de asemenea, mult mai mică decât se aștepta. În cele din urmă, nu este detectat nici un câmp magnetic, deși existența acestuia este o condiție esențială pentru a permite ființelor vii să supraviețuiască la suprafață. Noile date au însemnat reproiectarea pentru aterizatorii marțieni planificați atunci și au arătat că este mai dificil de supraviețuit acolo decât se anticipase anterior.

##### Mariner 6și7(1969)

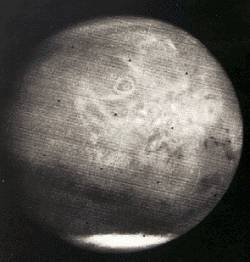
Marte fotografiată de Mariner 7

Spre sfârșitul deceniului, NASA avea un lansator mai puternic, Atlas Centaur. Acesta este utilizat în februarie și martie 1969 pentru lansarea Mariner 6 și Mariner 7, care au o masă de 400  kg și care poartă camere mai sofisticate. Ambele nave s-au apropiat la 3.430 km  de suprafața lui Marte și au făcut 201 de fotografii de bună calitate, care acoperă 20% din suprafața planetei  și confirmă aspectul său pustiu și absența oricărei vegetații. Observațiile radiometrului cu infraroșu au arătat că atmosfera lui Marte este  compusă în cea mai mare parte din dioxid de carbon și au putut, de asemenea, să detecteze urme de apă pe suprafața lui Marte.
Venit la o săptămână după celebrul zbor Apollo 11, survolul lui Marte de către Mariner 6 și 7 a primit puțină acoperire media pentru o misiune de această semnificație.
Vom afla 20 de ani mai târziu de la lansare, când glasnost va permite accesul la evenimente ascunse de istoria oficială, că sovieticii au lansat în 1969 două sonde spațiale Marte 1969A și Martie 1969B, fiecare echipat cu un orbitator și un lander, ambele suferind de o defecțiune a lansatorului Proton 48.

##### Mariner 9(1971)
Pentru următoarea fereastră de lansare, în mai 1971, NASA a decis, din motive bugetare, să nu încerce o aterizare, ci să lanseze doi orbitatori responsabili de studierea sistematică a suprafeței lui Marte, în special a calotelor polare și a anumitor formațiuni. Mariner 8 a fost lansată la 9 mai 1971, o defecțiune a vehiculului de lansare a împiedicat Mariner 8 să realizeze orbita Pământului și nava spațială a reintrat în Oceanul Atlantic la scurt timp după lansare. Două zile mai târziu, sovieticii au lansat nava spațială Kosmos 419 spre Marte însă din cauza unei defecțiuni a treptei superioare, nu a reușit să părăsească orbita joasă a Pământului.
Mariner 9 a fost lansată spre Marte la 30 mai 1971 și a ajuns la planetă la 14 noiembrie același an, devenind prima navă spațială care a orbitat o altă planetă – cu puțin înaintea sondelor sovietice Marte 2 (lansată la 19 mai) și Marte 3 (lansată la 28 mai), care au ajuns la Marte doar câteva săptămâni mai târziu. După 349 de zile pe orbită, Mariner 9  a transmis 7.329 de imagini, acoperind 85% din suprafața lui Marte, misiunea sa încheindu-se în octombrie 1972. Imaginile au dezvăluit albii de râuri, cratere, vulcani masivi dispăruți (cum ar fi Olympus Mons, cel mai mare vulcan cunoscut din Sistemul Solar), canioane  (inclusiv Valles Marineris, un sistem de canioane de peste 4.020 km lungime), dovezi ale eroziunii apei și vântului, fronturi meteorologice, ceață și multe altele.

#### Programul sovietic (1971-1974)

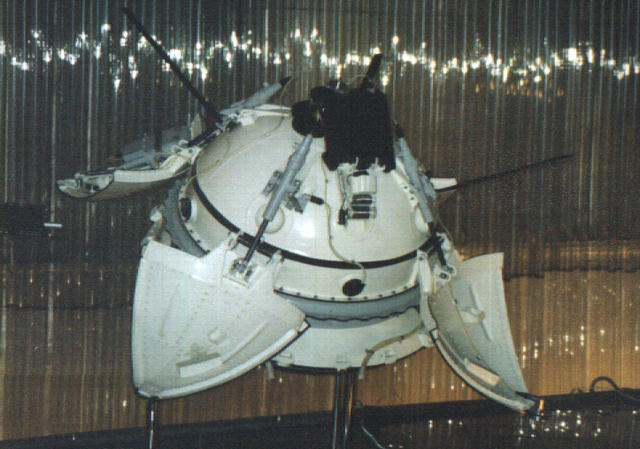
Modelul landerului Marte 2 la Muzeul Memorial al Cosmonauticii din Rusia

În mai 1971, Uniunea Sovietică a lansat Marte 2 și Marte 3, care erau combinații multifuncționale ale unui orbitator și un lander și au ajuns la Marte, două săptămâni mai tîrziu după Mariner 9. Modulul de coborâre de pe Marte 2 s-a separat de orbitator la 27 noiembrie 1971 cu aproximativ 4,5 ore înainte de a ajunge pe Marte. După intrarea în atmosferă cu aproximativ 6 km/s, sistemul de coborâre de pe modul a funcționat defectuos, posibil pentru că unghiul de intrare a fost prea abrupt. Secvența de coborâre nu a funcționat conform planificării, iar parașuta nu s-a desfășurat. Modulul de coborâre a devenit primul obiect creat de om care s-a prăbușit pe suprafața lui Marte. Încercările de a contacta sonda după prăbușire nu au avut succes. Modulul de coborâre al lui Marte 3 a fost lansat la 2 decembrie 1971, cu 4 ore și 35 de minute înainte de a ajunge pe Marte. Modulul de coborâre a intrat în atmosfera marțiană cu aproximativ 5,7 km/s. Prin frânarea aerodinamică, parașute și retrorochete, landerul a realizat o aterizare ușoară la 45°S 202°E / 45°S 202°E și a început operațiunile. Landerul a început să transmită către orbitatorul Marte 3 la 90 de secunde după aterizare. După 20 de secunde, transmisia s-a oprit din motive necunoscute. Orbitatorii Marte 2 și Marte 3 au continuat să înconjoare Marte și să transmită imagini înapoi pe Pământ pentru încă opt luni. După ce au transmis un total de 60 de imagini, Marte 2 și 3 și-au încheiat misiunile. Imaginile și datele au permis crearea hărților de relief de suprafață și au oferit informații despre gravitația marțiană și câmpurile magnetice.

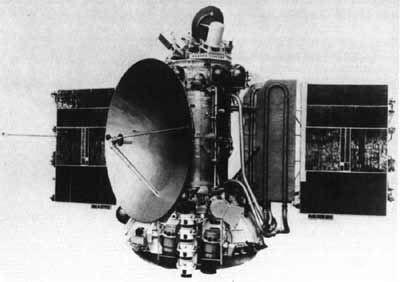
Marte 5

La sfârșitul lunii iulie 1973 se deschide o nouă fereastră de lansare spre Marte. În timp ce americanii nu au programat, din motive bugetare, nici o misiune, sovieticii lansează patru sonde spațiale: Marte 4 și Marte 5 sunt orbitatori în timp ce Marte 6 și Marte 7 sunt landeri. La scurt timp după efectuarea unei corecții de curs la 30 iulie 1973, două computere de la bordul lui Marte 4 au eșuat, lăsând nava în imposibilitatea de a efectua manevre. Ca urmare, nu a putut intra pe orbita în jurul lui Marte. A transmis 12 fotografii în timp ce sonda a zburat pe lângă Marte. Marte 5 a transmis 60 de imagini înainte ca pierderea presurizării în carcasa emițătorului să pună capăt misiunii. Modulul de coborâre Marte 6 a intrat în atmosfera planetei la 12 martie 1974 cu o viteză de 5,6 km/s. Nava spațială a returnat date timp de 224 de secunde în timpul coborârii sale prin atmosfera marțiană. Cu toate acestea, când nava era pe punctul de a-și declanșa retrorochetele în pregătirea aterizării, orice contact a fost pierdut. În ceea ce privește Marte 7, din cauza unei defecțiuni, landerul nu a reușit să efectueze o manevră necesară pentru a pătrunde în atmosfera marțiană, ratând planeta și rămânând pe orbita heliocentrică.

#### Programul Viking (1975-1976)

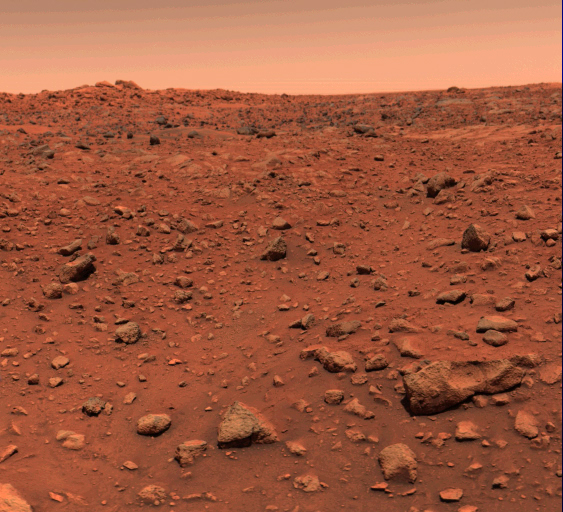
Prima imagine color transmisă de Viking 1 (21 iulie 1976).

Programul Viking a constat dintr-o pereche de sonde spațiale americane trimise pe Marte în 1975,  Viking 1 și Viking 2. Fiecare navă spațială era compusă din două părți principale: un orbitator conceput pentru a fotografia suprafața lui Marte de pe orbită și un lander conceput pentru a studia planeta de la suprafață. Orbitatorii au servit, de asemenea, ca relee de comunicare pentru landeri. După ce au orbitat pe Marte mai mult de o lună și au returnat imaginile folosite pentru selectarea locului de aterizare, landerii s-au desprins de orbitatori, au intrat în atmosfera marțiană și au aterizat ușor pe locurile alese. 
Principalele obiective științifice ale misiunii landerilor au fost să caute biosemnături și să observe proprietățile meteorologice, seismice și magnetice ale lui Marte. Landerii au efectuat experimente biologice concepute pentru a detecta viața în solul marțian. Rezultatele experimentelor biologice la bordul landerilor Viking rămân neconcludente, o reanaliză a datelor publicată în 2012 sugerând semne ale vieții microbiene pe Marte.
Orbitatorii Viking au dezvăluit că inundații mari de apă au sculptat văi adânci, au erodat șanțuri în stratul solid de rocă și au parcurs mii de kilometri. Zonele din emisfera sudică cu râuri ramificate sugerează că ploaia a căzut odată.

#### Misiunea sovietică Phobos (1988)

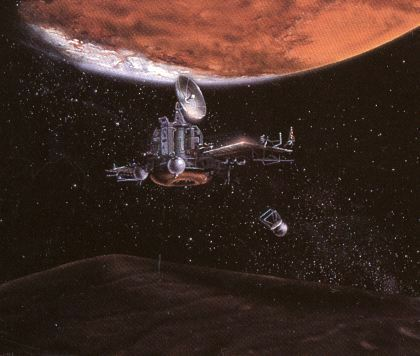
Phobos 2 concept artistic

La cincisprezece ani după rezultatele dezamăgitoare ale programului lor spre Marte, sovieticii se interesează din nou de Marte. De data aceasta, obiectul principal de studiu nu este planeta în sine, ci unul dintre cei doi sateliți naturali ai săi: Phobos. 
Două sonde sunt trimise spre Marte: Phobos 1 la 7 iulie 1988 și Phobos 2 la 12 iulie 1988, fiecare la bordul unei rachete Proton-K. Ambele lansări merg bine până la 2 septembrie 1988, când Phobos 1 își întrerupe brusc comunicațiile din cauza unei erori umane. Phobos 2 a investigat suprafața și atmosfera lui Marte și a returnat 37 de imagini cu Phobos. Cu puțin înainte de faza finală a misiunii, în timpul căreia nava spațială urma să se apropie la 50 m de suprafața lui Phobos și să elibereze două landere, contactul cu Phobos 2 a fost pierdut. Cauza eșecului a fost determinată ca fiind o defecțiune a computerului de bord.

### Anii 1990
Deceniul a fost marcat de o scurtă întoarcere a americanilor pe planetă (în special odată cu expedierea primului rover), continuarea eșecurilor rusești și intrarea Japoniei în explorarea planetei roșii. În total, din șapte misiuni lansate, doar două au succes.

#### Mars Observer(1992)
La șaptesprezece ani după programul Viking, NASA a decis să se întoarcă pe Marte lansând Mars Observer la 25 septembrie 1992, pentru a studia suprafața marțiană, atmosfera, clima și câmpul magnetic. La 21 august 1993, cu trei zile înainte de inserarea orbitală planificată pe Marte, a existat o pierdere „inexplicabilă” a contactului cu Mars Observer. Noi comenzi au fost trimise la fiecare 20 de minute, în speranța că nava spațială se îndepărtase de la curs și s-ar putea recâștiga contactul. Cu toate acestea, încercarea nu a avut succes. În ianuarie 1994, un comitet de anchetă independent de la Laboratorul de Cercetări Navale și-a anunțat concluziile: cea mai probabilă cauză a pierderii comunicării a fost o ruptură a rezervorului de presurizare a combustibilului în sistemul de propulsie al navei spațiale.
| Misiune              | Dată lansare | Tip                       | Agenția spațială  | Rezultat |
| -------------------- | ------------ | ------------------------- | ----------------- | -------- |
| Programul Phobos     | 1988         | 2 orbitatori și 2 landeri | Uniunea Sovietică | Eșec     |
| Mars Observer        | 1992         | orbitator și 2 landeri    | NASA              | Eșec     |
| Mars Global Surveyor | 1996         | orbitator                 | NASA              | Succes   |
| Marte-96             | 1996         | orbitator și 2 landeri    | Roscosmos (Rusia) | Eșec     |
| Mars Pathfinder      | 1996         | lander și rover           | NASA              | Succes   |
| Nozomi               | 1992         | orbitator                 | JAXA (Japonia)    | Eșec     |
| Mars Climate Orbiter | 1999         | orbitator                 | NASA              | Eșec     |
| Mars Polar Lander    | 1999         | lander                    | NASA              | Eșec     |

#### Marte-96
Marte-96 a fost o misiune foarte ambițioasă a Forțele Spațiale Ruse și cea mai grea și cea mai echipată mașină lansată până în acel moment (masa de lansare 6.825 kg, din care 550 kg echipamente științifice). Misiunea a inclus un orbitator, stații de suprafață și penetratori de suprafață. Scopul științific al misiunii a fost analizarea istoriei evoluției a suprafeței planetei, a atmosferei și structurii sale interioare. 
Sonda spațială a fost lansată la 16 noiembrie 1996 cu ajutorul rachetei Proton-K. A doua ardere lanificată a celei de-a patra trepte a blocului D-2 nu a avut loc. Nava spațială s-a separat și apoi și-a efectuat automat arderea motorului. Din păcate, fără arderea treptei a patra, nava spațială și-a coborât perigeul înapoi în atmosfera Pământului provocând reintrarea. Există dezacord între sursele americane și rusești în ceea ce privește cronologia.

#### Mars PathfinderșiSojourner(1996)

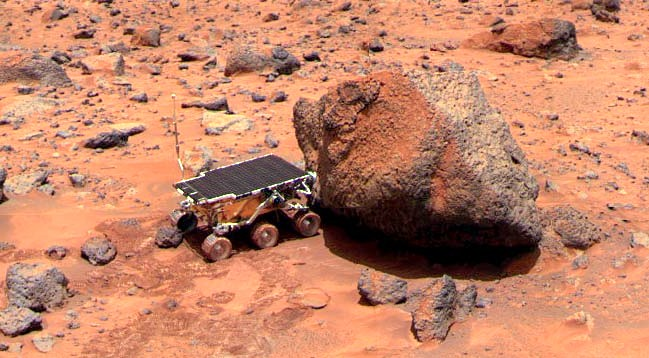
Sojourner face măsurători ale rocii Yogi cu spectometrul Alpha Proton X-ray.

Mars Pathfinder a fost o navă spațială americană care a aterizat o stație de bază pe Marte la 4 iulie 1997. A constat dintr-un lander și un rover numit Sojourner, care a devenit primul rover care a funcționat în afara sistemului Pământ-Lună. Lansată la 4 decembrie 1996 de NASA la bordul unei rachete Delta II, acesta a aterizat la Ares Vallis de pe Marte, într-o regiune numită Chryse Planitia din patrulaterul Oxia Palus.
Misiunea a purtat o serie de instrumente științifice pentru a analiza atmosfera marțiană, clima și geologia și compoziția rocilor și solului acesteia. Sojourner, conceput pentru o misiune care durează 7 soli, cu posibilă extindere la 30 soli, a fost în cele din urmă activ pentru 83 soli (85 zile terestre). Roverul a făcut măsurători ale elementelor găsite în roci și în solul marțian, în timp ce landerul a făcut poze cu Sojourner și cu terenul înconjurător, pe lângă efectuarea de observații climatice. Sojourner a parcurs aproximativ 100 de metri în total, niciodată mai mult de 12 m de stația Pathfinder. A trimis 550 de fotografii pe Pământ și a analizat proprietățile chimice din 16 locuri din apropierea landerului. Majoritatea rocilor analizate au arătat un conținut ridicat de siliciu.
Landerul a trimis peste 287,5 Mb de informații, inclusiv 16.500 de imagini și a făcut 8,5 milioane de măsurători ale presiunii atmosferice, temperaturii și vitezei vântului. Comunicarea a eșuat după 7 octombrie, cu o transmisie finală de date primită de la Pathfinder la 27 septembrie 1997.

#### Mars Global Surveyor(1986)

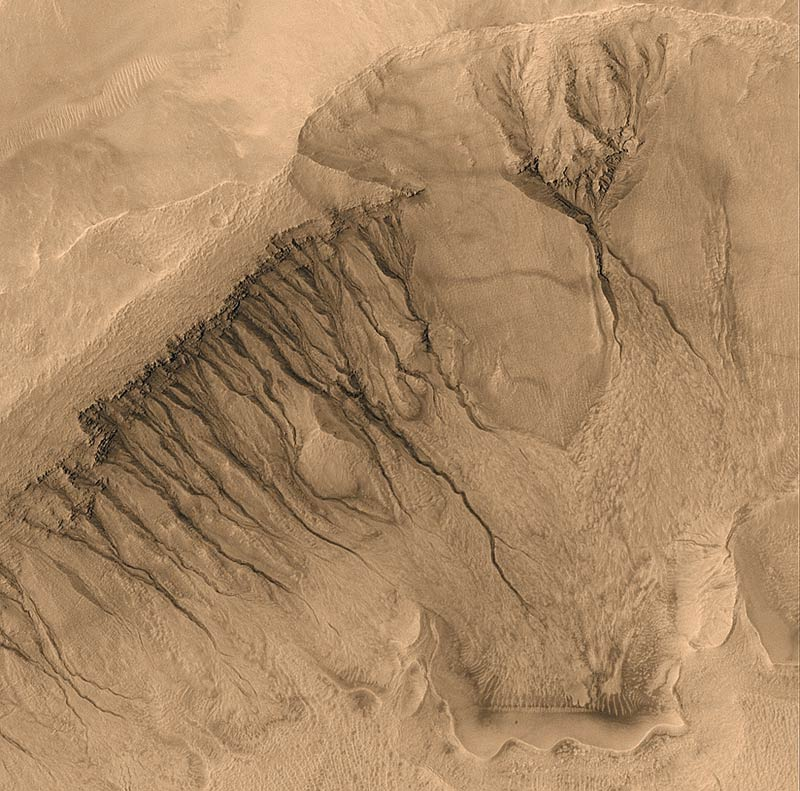
Râpe, similare celor formate pe Pământ, sunt vizibile pe această imagine de la Mars Global Surveyor.

Mars Global Surveyor a fost lansată la 7 noiembrie 1996 și a intrat pe orbită la 12 septembrie 1997. A avut ca misiune examinarea și cartografierea planetei Marte, circulând pe o orbită heliosincronă în jurul ei.
Nava spațială a înconjurat Marte o dată la fiecare 117,65 minute la o altitudine medie de 378 km. S-a aflat într-o orbită aproape perfect circulară, trecând de la polul sud la polul nord în doar o oră. Altitudinea a fost aleasă pentru a face orbita sincronizată cu Soarele, astfel încât toate imaginile realizate de nava spațială pe aceeași suprafață la date diferite au fost luate în condiții de iluminare identice.
După ce au analizat sute de imagini de înaltă rezoluție ale suprafeței marțiene realizate de nava spațială Mars Surveyor, o echipă de cercetători a descoperit că intemperiile și vânturile de pe planetă creează forme de teren, în special dune de nisip, remarcabil de similare cu cele din unele deșerturi de pe Pământ.
Printre rezultatele misiunii se numără:
- S-a descoperit că planeta are o crustă stratificată până la adâncimi de 10 km sau mai mult. Pentru producerea acestor straturi e nevoie de transportarea și depozitarea unor cantități mari de material.
- Au fost descoperite sute de rigole care s-au format din apă lichidă, posibil în ultimele timpuri.[61][62][63][64]
- Unele zone sunt acoperite de material bogat în hematit. Hematitul ar fi putut fi lăsat acolo de apă lichidă în trecut.[65]
- Dungile întunecate găsite au fost cauzate de furtuni gigantice de praf.[66]
- Instrumentul TES a constatat că clima planetară a lui Marte s-a răcit de la Viking,[67][68] și aproape toată suprafața planetei Marte este acoperită cu rocă vulcanică.

#### Alte sonde americane (1998 și 1999)
La sfârșitul anului 1998 și începutul anului 1999, NASA a lansat două sonde noi: Mars Climate Orbiter și Mars Polar Lander. Cu ambele s-a pierdut conexiunea cu trei luni înainte de a începe partea științifică a misiunii lor. Confruntat cu această serie de eșecuri, NASA suspendă toate misiunile viitoare ale programului său de explorare marțiană, în special sonda Mars Surveyor 2001 aproape de finalizare.

#### Nozomi (1998)
1998 marchează intrarea Japoniei în explorarea interplanetară. Lansată la 3 iulie 1998 sonda avea misiunea de a studia atmosferei planetei Marte și, în special, de încercarea de a descoperi prin ce proces planeta și-a pierdut cea mai mare parte a atmosferei și poate și a apei sale. După o serie de incidente, inclusiv un eșec al propulsorului său, a trebuit să amâne întâlnirea cu Marte din 1999 până în 2004. În 2002, când s-a plasat pe orbită heliocentrică și a profitat de asistența gravitațională a Pământului, sonda a fost victima unei puternice erupții solare care î-a subminat circuitele electrice, lumea temându-se de ce e mai rău. Nefiind proiectată să aterizeze pe Marte, Nozomi nu a suferit decontaminarea recomandată de COSPAR. Dacă ar fi să se prăbușească pe planetă, efectele ar putea fi, așadar, catastrofale. Confruntat cu îngrijorarea comunității științifice, își ratează voluntar obiectivul și trece la 1.000 de kilometri de planeta roșie la 14 decembrie 2003.

### Anii 2000
În anii 2000 nu mai puțin de cinci sonde, inclusiv una europeană, au fost lansate spre Marte. Toate au ca principal obiectiv studiul apei în timpul istoriei geologice a planetei roșii. Spre deosebire de deceniul anterior, când au fost înregistrate multe eșecuri, acesta este marcat de succes.
În special agenția spațială americană dezvoltă roveri cu capacitîți care se aunță limitate, dar care în realitate se dovedesc a fi surprinzătoare.  Rover-ul Opportunity a supraviețuit 15 ani pe suprafața lui Marte, până în iunie 2018.

#### 2001 Mars Odyssey

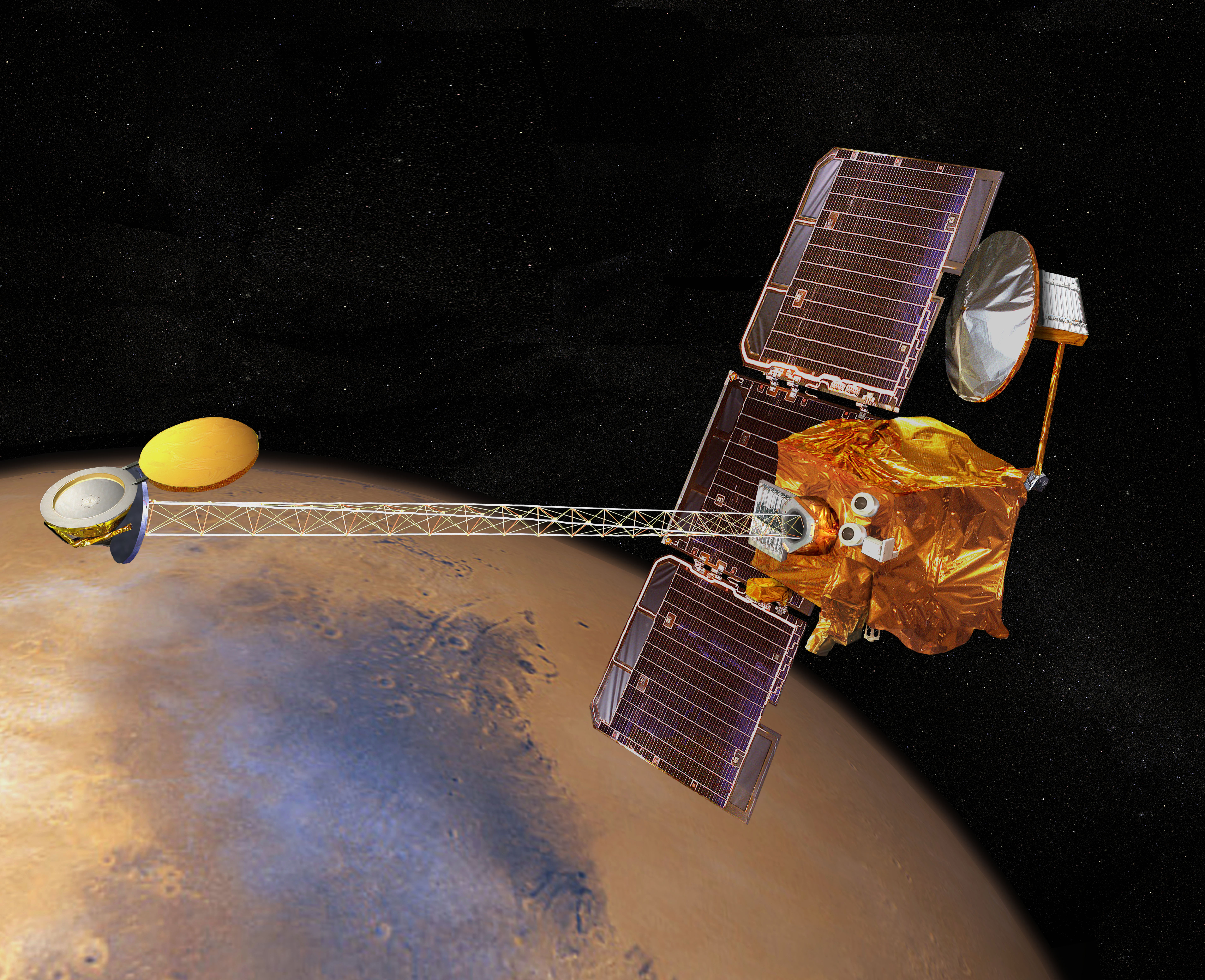
Sonda 2001 Mars Odyssey, concept artistic

La  7 aprilie 2001, NASA a lansat 2001 Mars Odyssey pe o rachetă Delta II, cu misiunea de a folosi spectrometre și un aparat de fotografiat termic pentru a detecta dovezi ale apei și gheaței din trecut sau din prezent, precum și de a studia geologia planetei și mediul de radiații. A ajuns la Marte aproximativ 200 de zile mai târziu, la 24 octombrie.
Până în 2008, Mars Odyssey a cartografiat distribuția de bază a apei sub suprafața superficială. Cele trei instrumente științifice ale navei dezvăluie în mod eficient cantități mari de gheață stocate nu numai la cei doi poli dar și în regiunea ecuatorială  și detectează o prezență deosebit de semnificativă de potasiu. Spectrometrul imagistic THEMIS stabilește o hartă globală a lui Marte în lumină vizibilă și infraroșu și detectează concentrații mari de olivină care demonstrează că perioada aridă pe care o trăiește Marte a început cu mult timp în urmă. 
Nava este încă operațională și deține recordul pentru cea mai longevivă navă spațială pe Marte. Are suficient propulsor pentru a funcționa până în 2025.

#### OrbitatorulMars Expressși landerul Beagle 2 (2003)

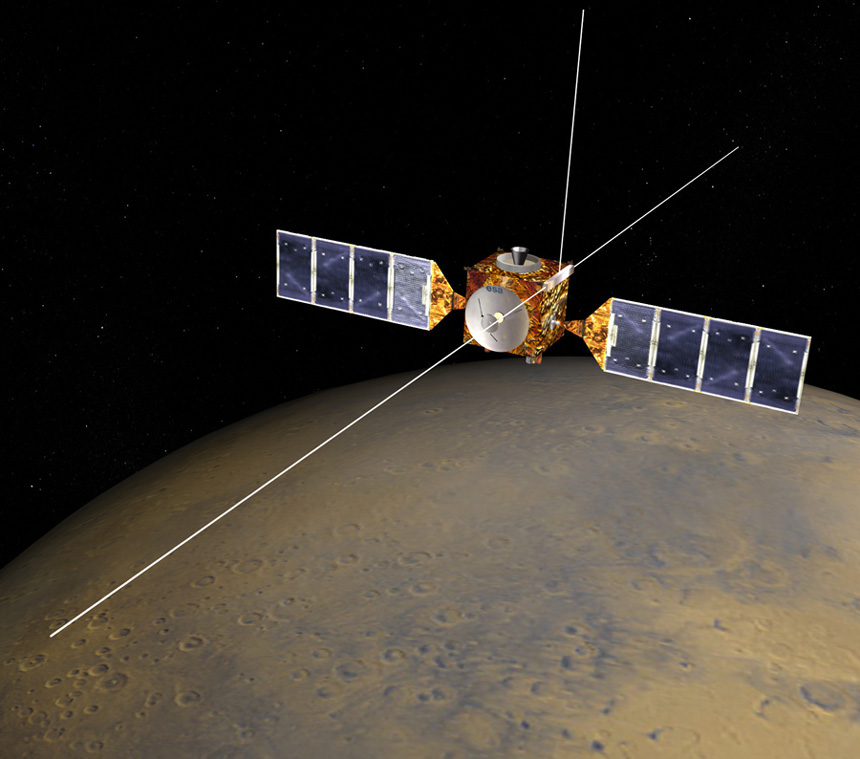
Sonda Mars Express, concept artistic
Animație a traiectoriei lui Mars Express în jurul planetei Marte din 25 decembrie 2003 până la 1 ianuarie 2010
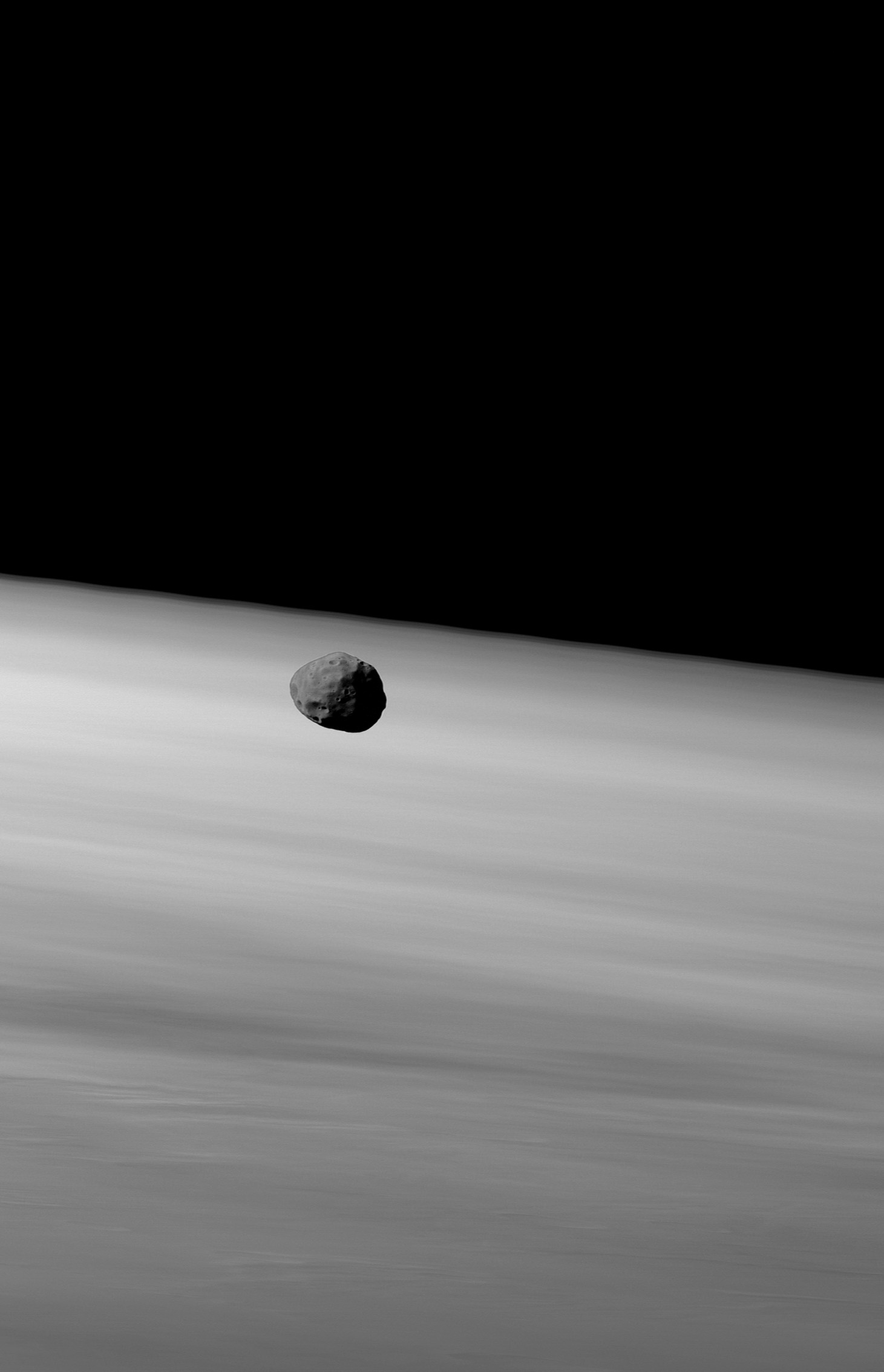
Phobos văzut de Mars Express, 2007

Agenția Spațială Europeană (ESA) lansează prima sa navă spațială spre Marte, Mars Express, la 2 iunie 2003. Misiunea este alcătuită dintr-un orbitator și un lander numit Beagle 2 conceput pentru a efectua cercetări de astrobiologie și geochimie. Landerul a aterizat în siguranță, dar două dintre cele patru panouri solare nu au reușit să se desfășoare, blocând antena de comunicații a navei spațiale. Orbitorul însă a efectuat cu succes măsurători științifice încă de la începutul anului 2004, și anume, imagistică de înaltă rezoluție și cartografierea mineralogică a suprafeței, sunetul radar al structurii subterane până la permafrost, determinarea precisă a circulației și compoziției atmosferice și studiul interacțiunii atmosferei cu mediul interplanetar.
În iulie 2018 se raportează descoperirea de către Mars Express a unui lac subglacial pe Marte, la 1,5 km sub capacul de gheață polară sudică (vezi imaginea) și extinzându-se lateral aproximativ 20 km; primul corp de apă cunoscut de pe planetă. În septembrie 2020 confirmă existența mai multor lacuri mari de apă sărată situate sub gheață în regiunea polară sudică a planetei. Potrivit unuia dintre cercetători, dacă aceste lacuri „sunt rămășițele unui corp mare de apă aflat cândva la suprafața planetei, cu siguranță că ar fi reprezentat un excelent habitat pentru viață, fie ea dispărută sau încă prezentă pe Marte”.
Mars Express este a doua navă spațială ca longevitate, activă pe orbită în jurul unei planete alta decât Terra, după nava 2001 Mars Odyssey încă activă și ea.

#### Mars Exploration Rover (2003)

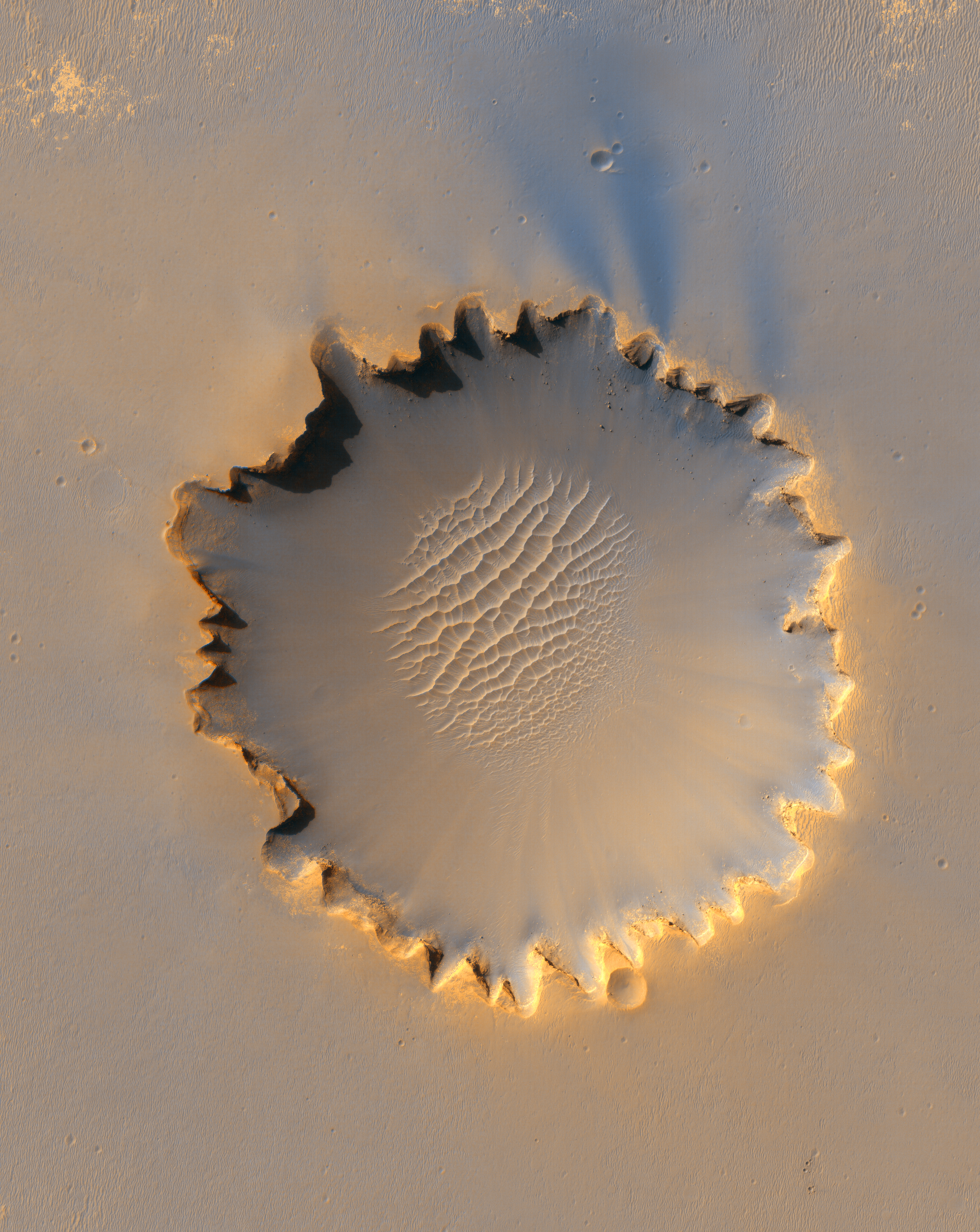
Craterul Victoria cu un diametru de 800 m a fost explorat de roverul Opportunity
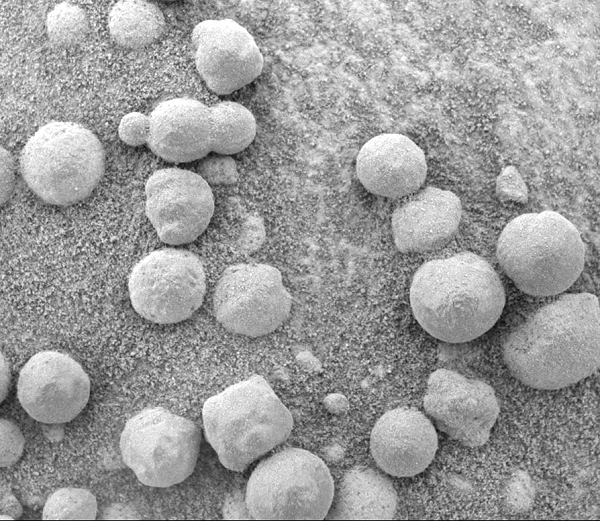
„Afine marțiene” într-un afloriment stâncos din craterul Eagle. Observați tripletul combinat din stânga sus.
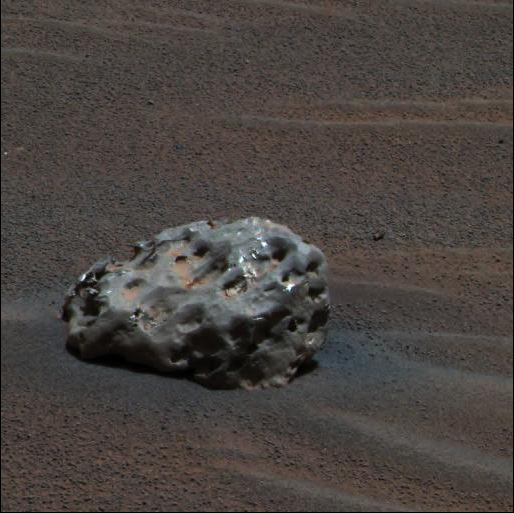
Rock Shield Heat a fost primul meteorit identificat pe o altă planetă.

La următoarea fereastră de lansare din 2003, agenția spațială americană a lansat cele două misiuni Mars Exploration Rover: fiecare a purtat un rover cu scopul de a studia geologia planetei Marte și, în special, rolul jucat de apă în istoria planetei. Ambii roveri erau alimentați cu energie solară.
Primul rover, Spirit, a aterizat în ianuarie 2004 în craterul Gusev, despre care se crede că odinioară era albia unui lac. Praful din craterul Gusev este același cu praful de pe întreaga planetă. S-a descoperit că tot praful este magnetic. Mai mult, Spirit a descoperit că magnetismul a fost cauzat de magnetitul mineral, în special magnetitul care conținea elementul titan. Un magnet a reușit să devieze complet tot praful, prin urmare se crede că tot praful marțian este magnetic. La 9 martie 2005 (probabil în timpul nopții marțiene), eficiența panoului solar al roverului a sărit de la inițial ~ 60% la 93%, urmată pe 10 martie de observarea vârtejurilor de praf. Spirit și-a îndreptat camerele spre cer și a observat un tranzit al Soarelui de către satelitul său Deimos. De asemenea, a făcut prima fotografie a Pământului de pe suprafața altei planete la începutul lunii martie 2004. La sfârșitul anului 2005, Spirit a profitat de o situație energetică favorabilă pentru a face multiple observații pe timp de noapte ale ambelor sateliți Phobos și Deimos. Spirit a transferat 128.224 de imagini în timpul vieții sale. Roverul a mers 7,73 km în loc de 600 m planificați, permițând o analiză geologică mai extinsă a rocilor marțiene și a caracteristicilor suprafeței planetare. La 1 mai 2009, după 5 ani și aproape 4 luni de la aterizare, Spirit a rămas blocat în nisip moale.
Al doilea rover, Opportunity, a aterizat la trei săptămâni după Spirit, pe cealaltă parte a planetei, în Meridiani Planum, unde hematitele detectate de pe orbită de Mars Global Surveyor, ar fi putut fi create în prezența apei lichide. Imaginile microscopice ale solului realizate de Opportunity (sol 10) au dezvăluit mici granule de formă sferică. Când roverul a săpat primul șanț (sol 23), imaginile straturilor inferioare arătau sferule rotunde similare. S-a constatat că distribuția sferulelor era răspândită uniform și aleatoriu în interiorul stâncilor și nu în straturi, aceasta fiind o dovadă pentru prezența apei lichide. În ianuarie 2005 Opportunity a găsit un meteorit din fier-nichel de dimensiunile unei mingi de baschet pe câmpia Meridiani Planum denumit în mod informal „Rock Shield Heat”. Acesta a fost primul meteorit găsit pe o altă planetă și al treilea găsit pe un alt corp al Sistemului Solar – alți doi, meteoritul Bench Crater și Hadley Rille, au fost găsiți pe Lună.
Până la 10 iunie 2018, când a contactat ultima dată NASA, roverul a parcurs o distanță de 45,16 kilometri.

#### Mars Reconnaissance Orbiter (2005)

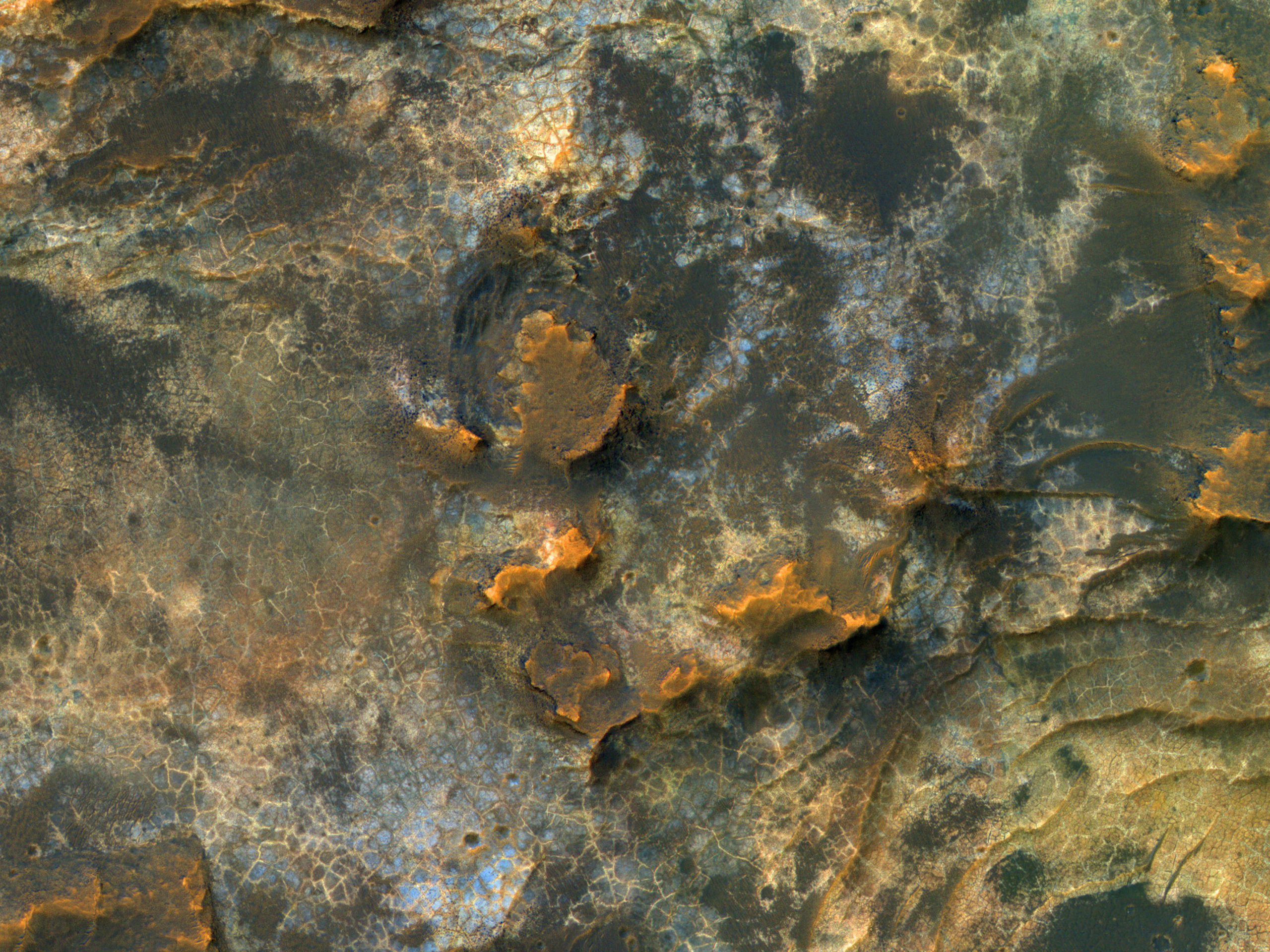
Teren bogat în argilă în bazinul Eridania
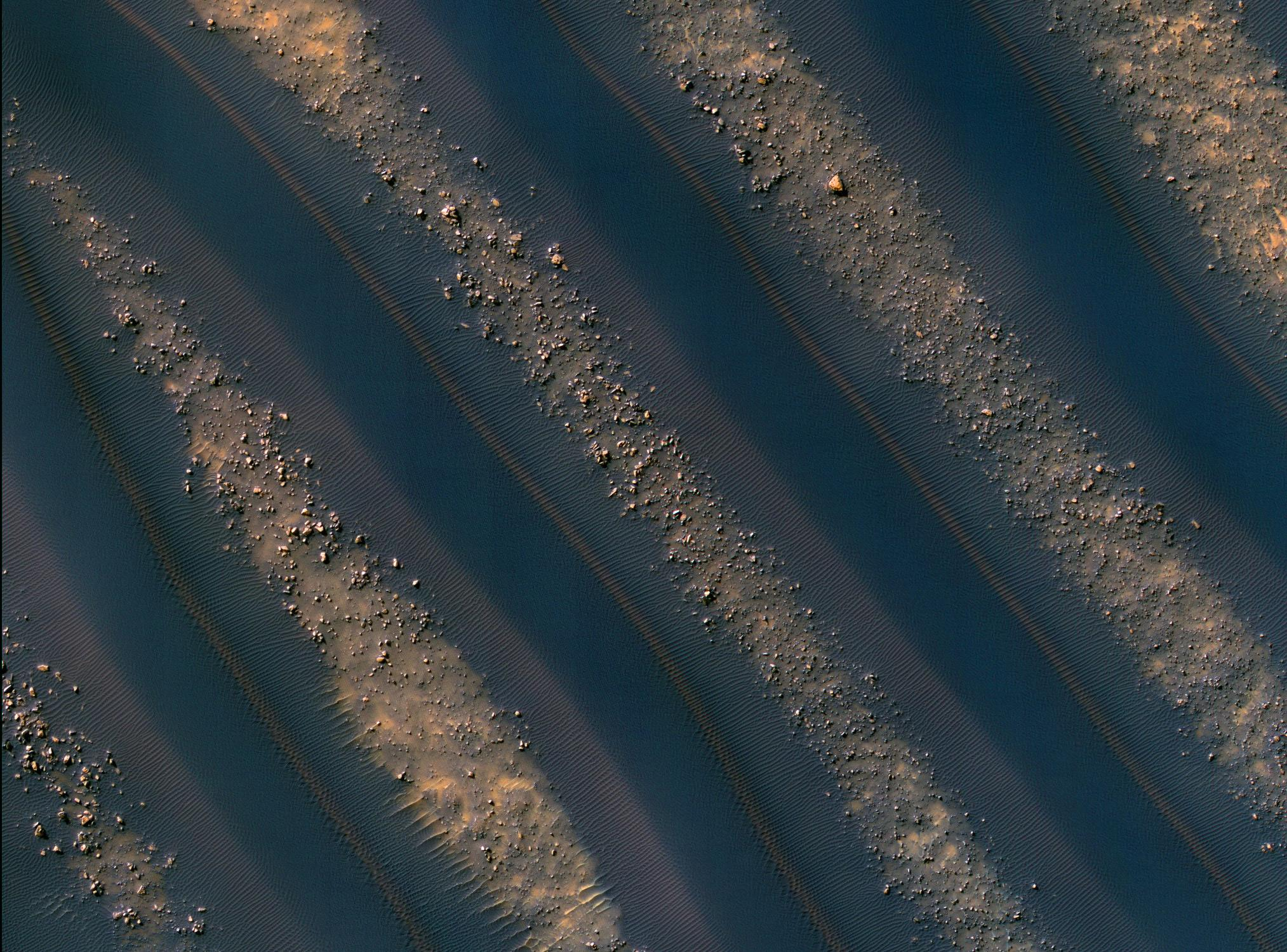
Dune de nisip
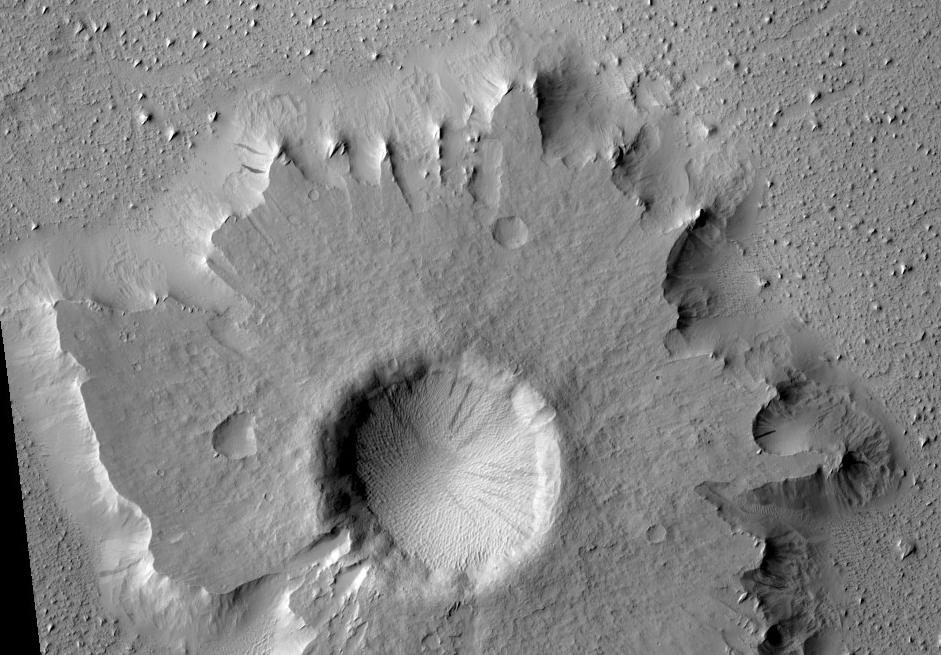
Crater piedestal în pătratul Amazonis, văzut de HiRISE de pe Mars Reconnaissance Orbiter

Lansat la 12 august 2005 și cântărind mai mult de două tone (inclusiv combustibil), principalul obiectiv al Mars Reconnaissance Orbiter (MRO) este de a cartografia suprafața lui Marte în detaliu. Orbitatorul are în acest scop un telescop reflector cu deschidere de 0,5 m (HiRISE) care îi permite să facă fotografii cu Marte cu rezoluții de 0,3 m/pixel. De asemenea, este echipat cu un spectrometru și un radiometru care funcționează în lumină vizibilă și infraroșie, precum și un radar pentru a determina compoziția mineralogică de la sol și a căuta apă sub formă de gheață.  MRO este echipat și cu un sistem de telecomunicații care ar trebui să îi permită să transfere volume foarte mari de date pe Pământ și să acționeze ca un releu pentru datele colectate de landeri și roverii de pe suprafață.
Rezultatele publicate în 2009 ale măsurătorilor radar ale calotei de gheață polare nordice au determinat că volumul de gheață de apă din calotă este de 821.000 de km3, egal cu 30% din calota de gheață a Groenlandei. Folosind datele de la Mars Global Surveyor, Mars Odyssey și Mars Reconnaissance Orbiter , oamenii de știință au descoperit depozite pe scară largă de minerale de clorură. Dovezile sugerează că zăcămintele s-au format din evaporarea apelor îmbogățite cu minerale.

#### Phoenix (2007)

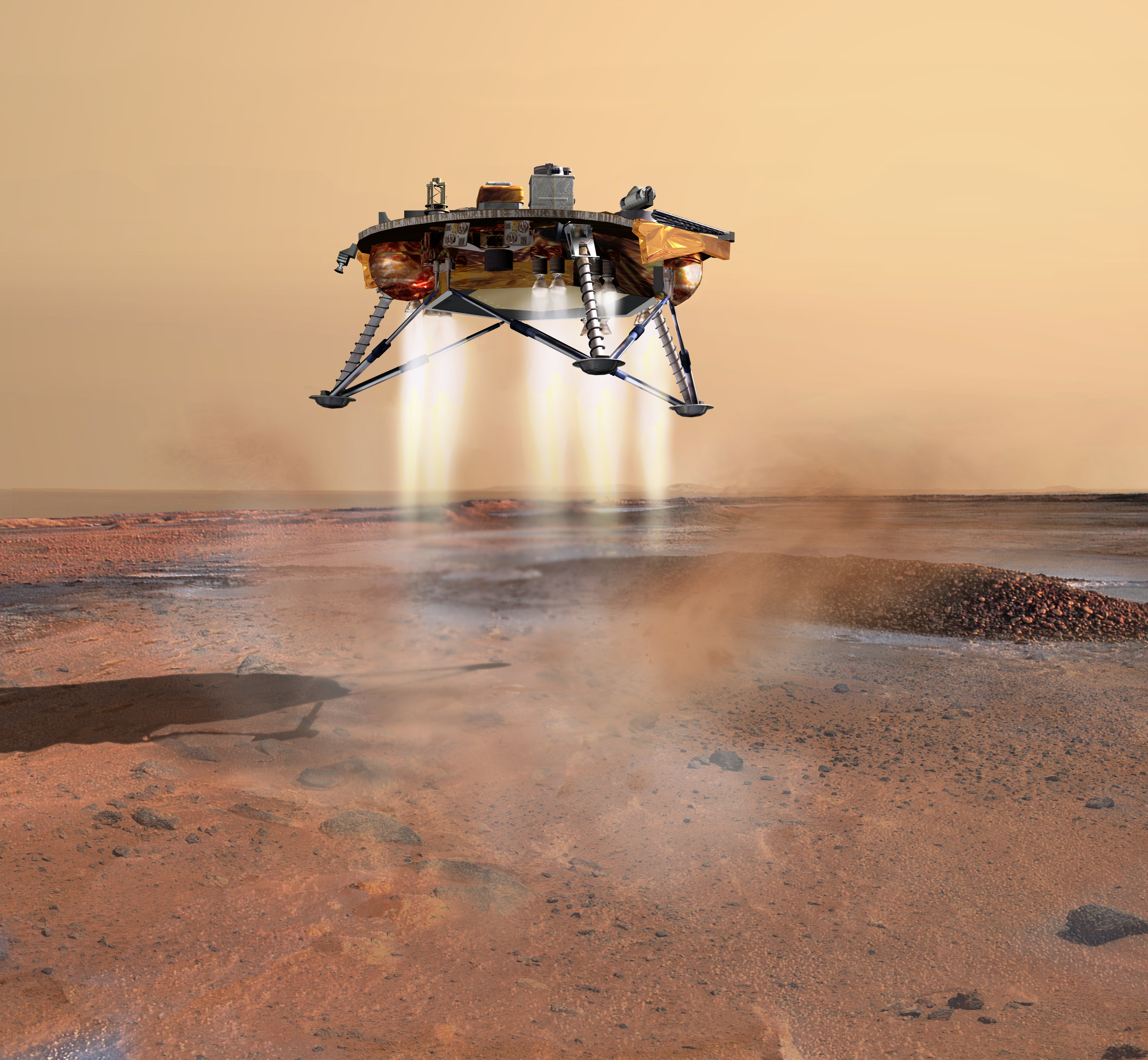
Nava spațială Phoenix pe măsură ce aterizează pe Marte (concept artistic).

Nava spațială a NASA Phoenix Mars Lander a fost lansată la 4 august 2007 și a aterizat pe Marte la 25 mai 2008 în apropierea calotei polare nordice, în regiunea Vastitas Borealis, unde au fost detectate stocuri mari de gheață chiar sub suprafață. Obiectivul misiunii a fost studiul apei lichide la suprafață în trecutul recent, precum și observarea climatului planetei. Instrumentele lui Phoenix au confirmat prezența gheții de apă în locul de aterizare și au oferit informații detaliate despre compoziția solului și vremea locală.
Spre deosebire de alte locuri vizitate pe Marte cu landeri (Viking și Pathfinder), aproape toate rocile de lângă Phoenix erau mici. Cât vedea camera terenul era plat, în formă de poligoane cu diametrul de 2-3 metri care sunt delimitate de șanțuri cu adâncimea de 20 cm până la 50 cm. Aceste forme se datorează gheții care se extinde și se contractă din cauza schimbărilor majore de temperatură. De asemenea, spre deosebire de alte locuri vizitate pe Marte, locul nu are dune. S-a observat că zăpada cădea din nori cirrus. Cea mai mare temperatură măsurată în timpul misiunii a fost de -19,6 °C, în timp ce cea mai rece a fost de -97,7 °C.
Landerul alimentat cu energie solară a funcționat cu două luni mai mult decât misiunea sa primară de trei luni. Imaginile de pe Mars Reconnaissance Orbiter au arătat că panourile sale solare au fost aparent deteriorate iremediabil prin îngheț în timpul iernii marțiene.

### Anii 2010

#### Sonda Fobos-Grunt (2011)
Sonda Fobos-Grunt a fost o încercare rusească de misiune de returnare a probelor de pe Phobos, unul din satelții lui Marte. A fost lansaă la 9 noiembrie 2011, dar arderile ulterioare ale rachetei destinate să pună nava pe un curs spre Marte au eșuat, lăsând-o blocată pe orbita joasă a Pământului. Eforturile de reactivare a ambarcațiunii nu au avut succes, iar aceasta a revenit pe Pământ într-o reintrare necontrolată la 15 ianuarie 2012, în Oceanul Pacific, la vest de Chile.
Directorul Comitetului internațional împotriva returnării probelor de pe Marte, a criticat experimentul efectuat de Fobos-Grunt ca o încălcare a Tratatului privind spațiul cosmic din cauza posibilității de contaminare a Phobos sau Marte cu spori microbieni și bacteriile vii pe care le conține dacă ar fi pierdut controlul și ar fi aterizat pe una dintre cele două corpuri. Se speculează că bacteriile extremofile rezistente la căldură ar putea supraviețui unui astfel de accident, pe baza faptului că bacteriile Microbispora au supraviețuit dezastrului navetei spațiale Columbia.

#### Mars Science Laboratory (2011)

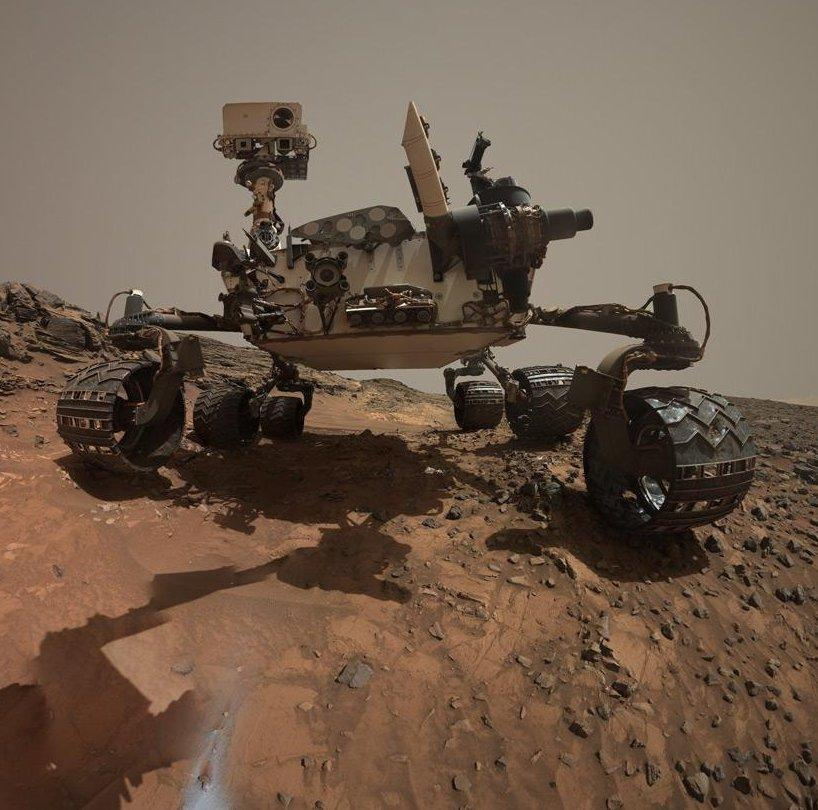
Curiosity pe Marte (5 august 2015)
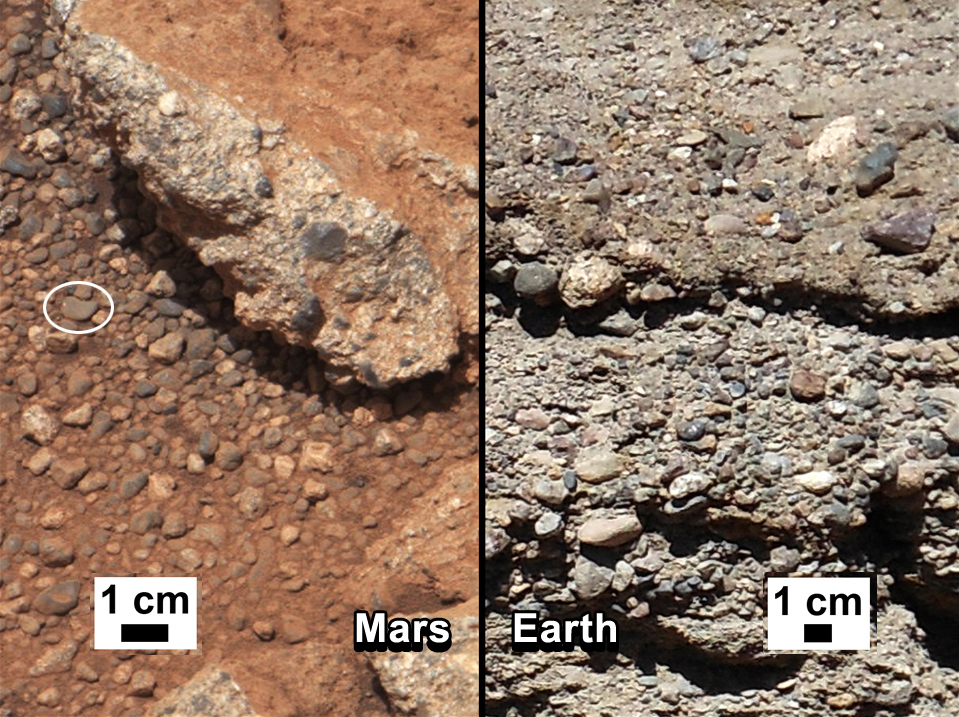
Aflorimentul stâncos „Link” de pe Marte - comparativ cu un conglomerat fluvial terestru
Nori în mișcare văzuți de Curiosity (12 mai 2019)

Mars Science Laboratory este o misiune de explorare a planetei Marte cu un rover dezvoltat de JPL asociat cu agenția spațială NASA. Mars Science Laboratory a fost lansat la 26 noiembrie 2011, iar roverul său Curiosity a fost depus ușor pe suprafața lui Marte la 6 august 2012 în Craterul Gale pentru o misiune cu o durată inițială stabilită la un an marțian (2 ani tereștri). Obiectivele roverului au inclus o investigație a climatului și a geologiei marțiene; cercetarea dacă situl a oferit vreodată condiții de mediu favorabile vieții microbiene, inclusiv investigarea rolului apei; și studii privind habitatele planetare în pregătirea explorării umane a planetei.
După o fază de apropiere de 9  km care a durat doi ani (până în septembrie 2014) și a inclus patru opriri extinse pentru studii geologice aprofundate – Golful Yellowknife, Darwin, Cooperstown, Kimberley  – roverul Curiosity a început ascensiunea Muntelui Sharp, care era destinația principală pe termen lung a misiunii roverului. Roverul a detectat creșteri în cantitatea de metan în atmosfera marțiană. Măsurătorile de probe luate „de o duzină de ori pe parcursul a 20 de luni” au arătat creșteri la sfârșitul anului 2013 și începutul anului 2014, în medie de „7 părți de metan pe miliard în atmosferă”. Înainte și după aceasta, citirile aveau o medie de aproximativ o zecime din acel nivel.
În plus, niveluri ridicate de substanțe chimice organice, în special clorobenzen, au fost detectate în pulberea forată de pe una dintre roci, denumită „Cumberland” și analizată de rover.
La 3 iunie 2014, Curiosity a observat planeta Mercur tranzitând Soarele, marcând prima dată când un tranzit planetar a fost observat de pe un corp ceresc în afară de Pământ. NASA a anunțat că pe baza studiilor raportului deuteriu cu hidrogen, s-a constatat că o mare parte din apa de la Craterul Gale s-a pierdut în timpuri străvechi, înainte de formarea patului lacului din crater; după aceea, cantități mari de apă au continuat să se piardă.
În 2016 NASA a declarat că „Misiunea Curiosity și-a atins deja scopul principal de a stabili dacă regiunea de aterizare a oferit vreodată condiții de mediu care ar fi fost favorabile vieții microbiene, dacă Marte a găzduit vreodată viața. Misiunea a găsit dovezi ale râurilor și lacurilor antice, cu o sursă de energie chimică și toate ingredientele chimice necesare vieții așa cum o cunoaștem noi”.
În 2018 NASA a anunțat o variație sezonieră ciclică a metanului atmosferic, precum și prezența kerogenului și a altor compuși organici complecși. Probele de rocă luate de Curiosity au eliberat o serie de molecule organice; acestea includ tiofeni care conțin sulf, compuși aromatici precum benzen și toluen și compuși alifatici precum propan și butenă. Concentrația compușilor organici a fost de 100 de ori mai mare decât măsurătorile anterioare. Se speculează că prezența sulfului ar fi putut ajuta la conservarea lor. NASA a declarat că aceste descoperiri nu sunt dovezi pentru existența vieții pe planetă, ci că sunt prezenți compușii organici necesari pentru susținerea vieții microscopice și că pot exista surse mai profunde de compuși organici pe planetă.

#### Orbitatorul MAVEN (2013)
MAVEN este nava spațială dezvoltată de NASA pentru a investiga atmosfera și ionosfera lui Marte și modul în care vântul solar scoate compuși volatili din această atmosferă. Lansată de o rachetă Atlas V la 18 noiembrie 2013  a intrat pe orbită în jurul planetei Marte la 22 septembrie 2014.
Marte pierde apa în atmosfera sa subțire prin evaporare. Acolo, radiația solară poate împărți moleculele de apă în componentele lor, hidrogen și oxigen. Hidrogenul, ca cel mai ușor element, tinde apoi să se ridice până la cele mai înalte niveluri ale atmosferei marțiene, unde mai multe procese îl pot îndepărta în spațiu, pentru a fi pierdut pentru totdeauna pentru planetă. S-a crezut că această pierdere se desfășoară la o rată destul de constantă, dar observațiile lui MAVEN asupra hidrogenului atmosferic într-un an marțian complet (aproape doi ani tereștri) arată că rata de evadare este cea mai mare atunci când orbita lui Marte se apropie cel mai mult de Soare și doar o zecime din aceasta când este în punctul cel mai îndepărtat. De asemenea, deteriorarea atmosferei Marte crește semnificativ în timpul furtunilor solare. Pierderea atmosferică a fost deosebit de notabilă în timpul unei ejecții de masă coronariană interplanetară din martie 2015.

#### Mars Orbiter Mission (2013)
Mars Orbiter Mission a fost lansată la 5 noiembrie 2013 de Organizația Indiană de Cercetare Spațială (ISRO). A fost inserată cu succes pe orbita marțiană la 24 septembrie 2014. Misiunea este un demonstrator tehnologic și, ca obiectiv secundar, va studia și atmosfera marțiană.
Aceasta este prima misiune a Indiei pe Marte și, odată cu aceasta, ISRO a devenit a patra agenție spațială care a ajuns cu succes pe Marte după Uniunea Sovietică, NASA (SUA) și ESA(Europa). De asemenea, ISRO a devenit a doua agenție spațială care a atins orbita lui Marte la prima sa încercare (după ESA) și prima țară asiatică care a trimis cu succes un orbitator pe Marte.

#### ExoMars TGO (2016)
ExoMars Trace Gas Orbiter (TGO) este un proiect de colaborare între Agenția Spațială Europeană (ESA) și agenția rusă Roscosmos care a trimis un orbitator de cercetare atmosferică și landerul Schiaparelli pe Marte în 2016, ca parte a programului ExoMars.
Trace Gas Orbiter a dus landerul Schiaparelli la 16 octombrie 2016, care s-a prăbușit pe suprafața planetei Marte din cauza unei eliberări premature a parașutei.
Un obiectiv cheie este de a dobândi o mai bună înțelegere a metanului (CH4) și alte urme de gaze prezente în atmosfera marțiană care ar putea fi dovezi pentru o posibilă activitate biologică. Programul va urma împreună cu landerul Kazachok și roverul Rosalind Franklin în 2022, care va căuta biomolecule și biosemnături; TGO va funcționa ca legătură de comunicație pentru lander și rover și va furniza comunicarea pentru alte sonde de suprafață ale Marte cu Terra.

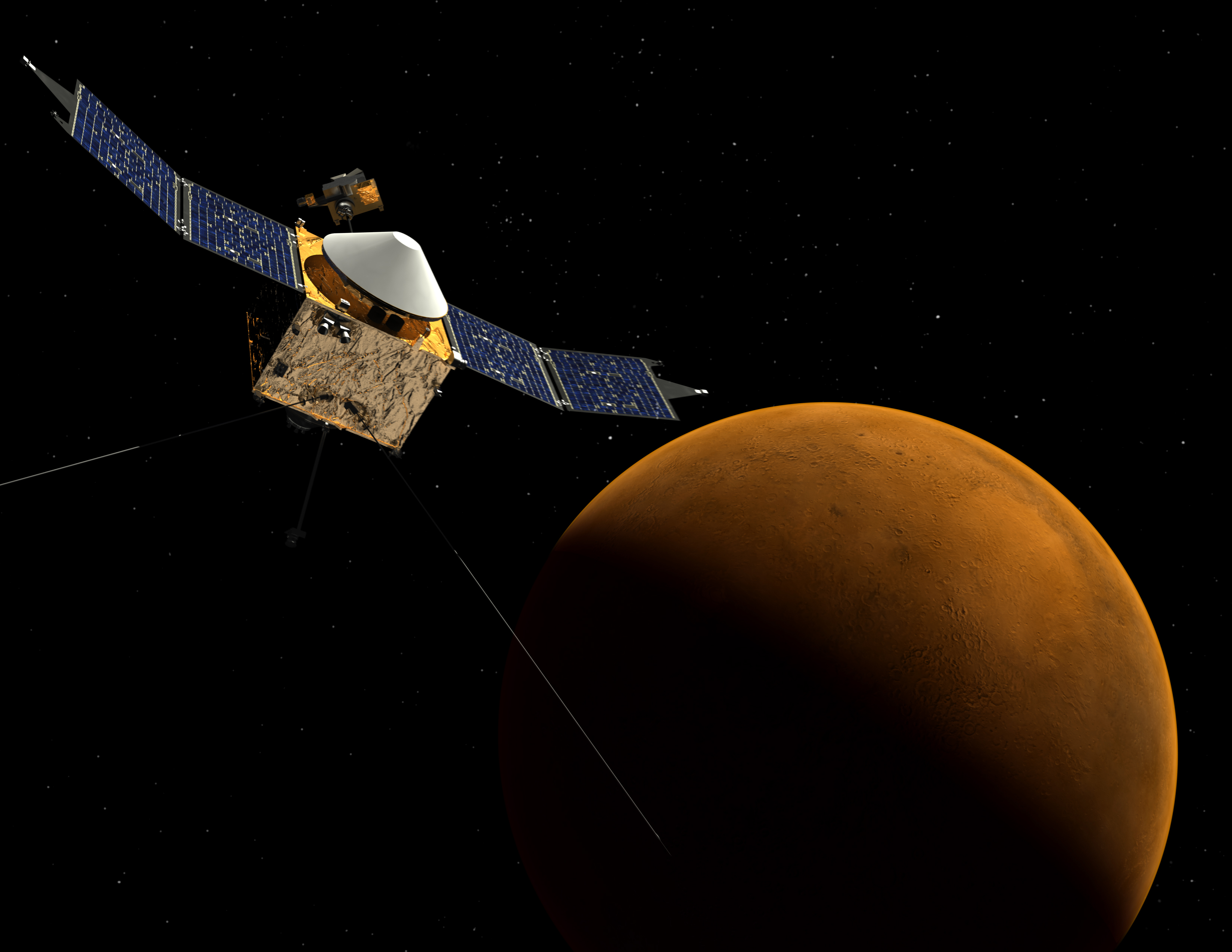
MAVEN (concept artistic)
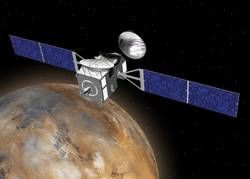
ExoMars TGO (concept artistic)
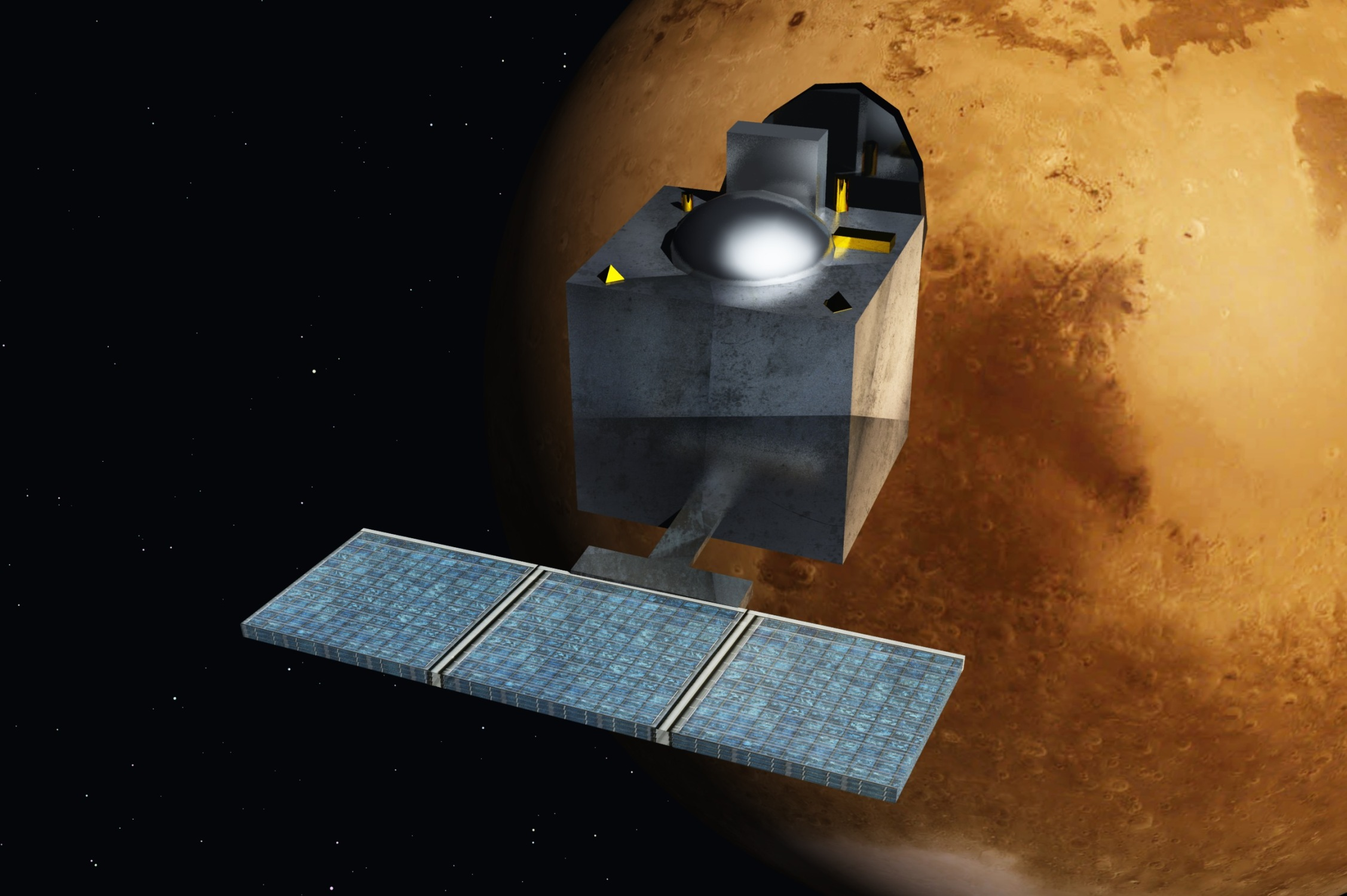
Mars Orbiter Mission (concept artistic)

#### InSight(2018)
InSight, care a fost lansat la 5 mai 2018, este un lander fix care poartă două instrumente științifice: un seismometru și un senzor de flux de căldură. Ambele trebuie să furnizeze date care să ajute la înțelegerea mai bună a structurii și compoziției interne a planetei, un aspect al planetei care nu a fost studiat până acum de nici unul dintre vechiculele care au aterizat pe Marte. 
Obiectivul științific al misiunii este reconstituirea procesului de formare și evoluție a planetelor stâncoase ale Sistemului Solar..

## Anii 2020

#### Hope(2020)
Orbitatorul Hope al Emiratelor Arabe Unite a fost lansat la 19 iulie 2020, și a fost plasat cu succes pe orbita lui Marte la 9 februarie 2021. Sonda spațială va studia ciclurile zilnice și sezoniere meteorologice, evenimente meteorologice în atmosfera joasă, cum ar fi furtuni de praf și modul în care vremea variază în diferite regiuni ale planetei.
Emiratele Arabe Unite au devenit prima țară arabă și a cincea țară care a ajuns pe Marte și a doua țară care a intrat cu succes pe orbita lui Marte la prima încercare. (India fiind prima cu misiunea sa Mars Orbiter Mission)

#### Tianwen-1(2020)
Tianwen-1  este o misiune chineză, lansată la 23 iulie 2020. Include un orbitator, un lander și un rover de 240 de kilograme. Orbitatorul a fost plasat pe orbită la 10 februarie 2021. Roverul Zhu Rong a aterizat cu succes la 14 mai 2021 și s-a desfășurat la 22 mai 2021. Astfel, China a devenit a doua țară care a desfășurat un rover pe Marte, după Statele Unite, și prima țară care orbitează, aterizează și eliberează un rover în prima sa misiune pe Marte.
Obiectivele științifice ale misiunii se referă la geologia planetei Marte, prezența actuală și din trecut a apei, structura internă a planetei, identificarea mineralelor și diferitelor tipuri de roci la suprafață, precum și caracterizarea mediului spațial și atmosfera lui Marte.

#### Mars 2020 (2020)
Misiunea Mars 2020 a NASA a fost lansată la 30 iulie 2020 pe o rachetă Atlas V din Cape Canaveral. Încărcătura utilă științifică este axată pe astrobiologie. Include roverul Perseverance și drona-elicopter Ingenuity.
Spre deosebire de roverii mai vechi care se bazau pe energia solară, Perseverance este alimentat cu energie nucleară, pentru a supraviețui mai mult decât predecesorii săi în acest mediu dur, prăfuit. Roverul are dimensiunile unei mașini, cântărește aproximativ 1 tonă, are un braț robotizat care ajunge la aproximativ 7 picioare, camere cu zoom, un analizor chimic și un burghiu pentru spargerea rocilor.
După ce a parcurs 480 de milioane de km pentru a ajunge pe Marte în decurs de peste șase luni, Perseverance a aterizat cu succes la 18 februarie 2021. Misiunea sa inițială este stabilită pentru cel puțin un an marțian, sau 687 de zile terestre. Va căuta semne ale vieții antice și va explora suprafața planetei roșii.

Roverul Perseverance
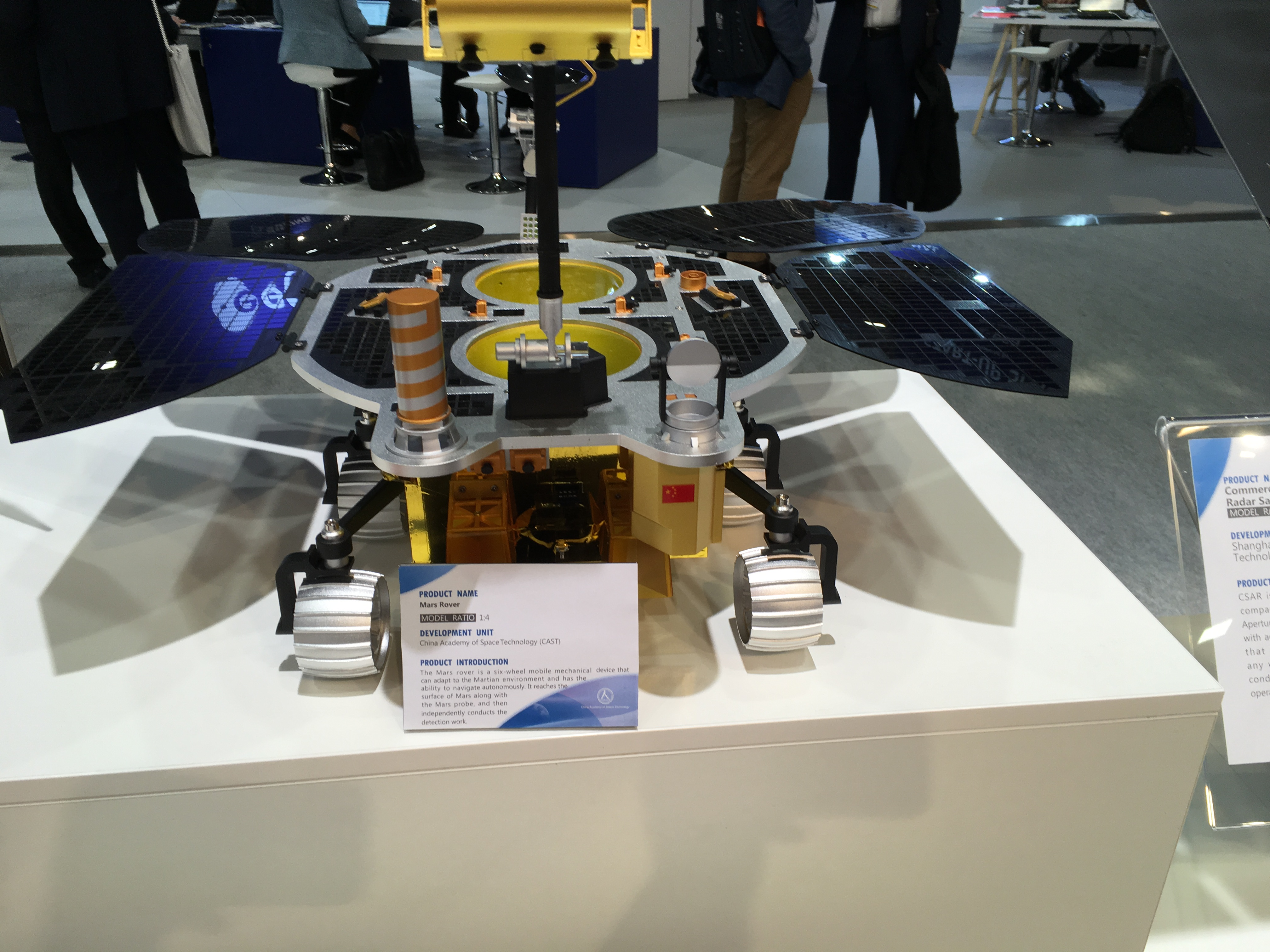
Roverul Zhu Rong

## Legături externe
- NASA Mars exploration website
- Mars Exploration Scientific American Maps and Articles
- Next on Mars (Bruce Moomaw, Space Daily, 9 March 2005): An extensive overview of NASA's Mars exploration plans
- Catalog of Soviet Mars images Collection of Russian Mars probes' images.
- Simplified study of orbits to land on Mars and return to Earth (High School level)
- Planetary Society Mars page